# Trichamoeba
Trichamoeba – rodzaj ameb należących do supergrupy Amoebozoa w klasyfikacji Cavaliera-Smitha.
Należą tutaj następujące gatunki:
- Trichamoeba clava Schaeffer, 1926[2]
- Trichamoeba cloaca Bovee, 1972[3]
- Trichamoeba myakka Bovee, 1972[3]
- Trichamoeba osseosaccus Schaeffer, 1926[3]
- Trichamoeba pilosa (Cash, 1904)[2]
- Trichamoeba sinuosa Siemensma et Page, 1986[3]
- Trichamoeba villosa Wallich, 1863[2]